# Bowery
Bowery és un cèlebre carrer del sud del municipi de Manhattan a New York, situada entre Chinatown i Little Italy que ha donat el seu nom al barri veí. Segueix el traçat de l'antiga carretera que porta a la granja de Peter Stuyvesant i treu el seu nom de la paraula neerlandesa bouwerij, que significa granja.
Nombrosos music-halls s'hi havien instal·lat al segle xix, però Bowery es va esdevenir un símbol de la depressió econòmica. Durant els anys 1920 i 1930, aquesta zona s'havia empobrit considerablement. A partir dels anys 1940, el barri va guanyar la reputació de ser sovintejat i d'atreure els alcohòlics i els rodamons. Entre 1960 i 1980, s'hi trobaven els lloguers més baixos i la taxa de criminalitat més elevada del sud de Manhattan. El cabaret CBGB, on es produïen nombrosos músics de l'escena folk, es reconverteix a partir de 1974 vers un gènere molt més rebel, d'on van emergir artistes com Patti Smith, Blondie, The Ramones, Talking Heads. És en aquest barri que s'ha escoltat sens dubte per primera vegada música punk rock.

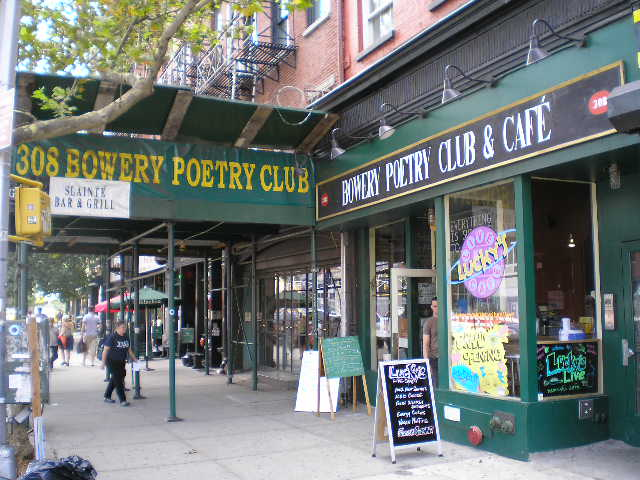
El Bowery Poetry Club

Als anys 1990, el conjunt del Lower East Side de Manhattan ha estat rehabilitat, i una població més acomodada ha començat a invertir-hi. El 2004, la tendència és encara més marcada, s'hi troben cada vegada més grans immobles amb lloguers elevats.